# 四梅線
四梅線（しばいせん、四梅铁路）は中華人民共和国吉林省四平市から梅河口市を結ぶ中国国鉄の鉄道路線である。全長は155km。蓮河〜梅河口は瀋吉線との重複区間となっている。

## 概要
満鉄連京線と奉吉線との短絡線建設のため、1927年（民国16年）に開業した瀋海線支線の蓮河〜西安（現：遼源）間をさらに四平まで延長する事とした。1935年（康徳2年）3月工事開始、1936年（康徳3年）9月完成した。開業時は蓮河〜四平を一括して平梅線と呼ばれていたが、満洲国崩壊後四梅線と改称された。

## 接続路線
- 四平駅:哈大線、平斉線
- 梅河口駅:瀋吉線、梅集線